# 3式機龍
3式機龍（）は、映画「ゴジラシリーズ」に登場する架空のロボット。メカゴジラのうち『ゴジラ×メカゴジラ』（2002年）および『ゴジラ×モスラ×メカゴジラ 東京SOS』（2003年）に登場する個体の別名である。
（『ゴジラ×メカゴジラ』制作当時における）現実でのロボット工学技術や、バイオテクノロジーなどの向上を反映した設定となっている。また、特生自衛隊の所有兵器であるという設定から、機体コードだけでなく兵装の名称にも現実での自衛隊の装備品を意識した設定が用いられている。
公開後十数年を経過してもフィギュアを中心に新規の商品化が行われるなど、高い人気を持つ。

## 概要
『ゴジラ×メカゴジラ』、『ゴジラ×モスラ×メカゴジラ 東京SOS』に登場。
特生自衛隊が2003年に「対G特殊兵器開発特別法案」を根拠に決戦兵器として開発・制式化されたロボット兵器。正式名称は「3式多目的戦闘システム」 (形式番号はMFS-3〈Multi-purpose Fighting System - 3〉)。劇中では通称の「機龍（）」で呼ばれており、名称の「メカゴジラ」は開発者の一員である湯原徳光と彼の娘である沙羅が用いるのみで、『東京SOS』では「メカゴジラ」は一度も用いられていない。
日本政府により、極秘裏に東京湾の千葉県館山沖海底から1999年に引き揚げられた1954年に死んで沈んだ初代ゴジラの骨格をメインフレームとして、八王子・防衛庁技術研究所にて製作された生体ロボット。ゴジラの骨を内部フレームに使用していることから、内蔵兵器には限界があると考えられ、外付けで特自隊がこれまでの巨大生物との戦闘で得た知見と多くの火器を装備することとなった。全身を覆う装甲を製造している特殊合金は、ゴジラの放射熱線の直撃にも耐える。防衛庁技術研究所の地下ドックにて管理され、地上にリフトアップされて現地に2機の支援航空機「AC-3 しらさぎ」で空輸される。操縦は「しらさぎ」からのオペレートによる遠隔操作によって行われる。首の付け根後部（左右2か所）と腰部の後部両側にある3か所のメンテナンスハッチ（それぞれMB1・MB2・MB3と呼ばれる）から内部に乗り込み、メンテナンスブース内からの手動による直接操縦もできるが、戦闘時にパイロットの体に生じる加速や内部にかかるGは殺人的なレベルであり、直接操縦による任務遂行は事実上不可能である。背面からのジェット噴射で地上すれすれをホバリングし、敵に突進攻撃を仕掛ける。大腿部の側面装甲は開閉式で、噴射ノズルが内部にある。
最大稼働可能時間は2時間程度で、それを越える場合やエネルギーが尽きた場合、もっとも近い自衛隊基地からエネルギーをマイクロウェーブ送電によって「しらさぎ」を経由して背ビレでマイクロ波を受信して供給される。現場での応急修理が必要となった事態のために前述のメンテナンスハッチとメンテナンスブースが備わっており、出入り口には搭乗者用の放射能除去装置が取り付けられている。この装置は2003年時には備え付けのボタンで起動させる手動仕様であるが、2004年時には新たに取り付けられた赤外線に触れることで起動する自動仕様に改修されている。
伝達システムにはDNAコンピュータが利用されており、全身を高速制御している。このDNAコンピュータは当初、骨に残留していた初代ゴジラの骨髄間質細胞を制御系に使用していたため、初陣ではゴジラの咆哮に内部のDNAコンピュータが共鳴したことによって暴走し、「しらさぎ」3号機を墜落させてアブソリュート・ゼロ以外の全武装を使った結果、八景島周辺をエネルギーが尽きるまで破壊し尽くす大被害をもたらす。この反省から、のちにDNAコンピュータの塩基を修飾塩基に変えてゴジラと違うものにすることにより、暴走を回避する。起動時には目の下の赤いラインが点灯する。通常の目は黄色いが、暴走時には赤く発光する。改修前は目の表面がフラットであったが、改修後は縦線のモールドが細かく入れられている。過去作品に登場したメカゴジラと異なり、初代ゴジラの骨が入っているゆえに長い尻尾を有しており、口の歯も初代ゴジラの歯そのものである。
ゴジラとの初戦ではゴジラの咆哮でDNAコンピュータが暴走するトラブルが発生するが、品川での決戦では右腕と零距離射撃を行ったアブソリュート・ゼロなど機体の37パーセントを損失・破損しつつも、引き分けた（『ゴジラ×メカゴジラ』）。また、その翌年には第一機龍司令部のある八王子駐屯地の整備ドックにて1年を費やして徹底的な修復・改修が行われたものの、予算などの関係からアブソリュート・ゼロの再装備は断念され、修復期間が短かったうえにレンズの換装が間に合わなかったため、大破したアブソリュート・ゼロから3連装ハイパーメーサーユニットへの換装、発射できるように刷新された新型バックユニットの装備、そして右手にスパイラル・クロウを搭載するなどの大幅な武装の見直しも図られ、高機動性能が向上した3式機龍〈改〉となる。
外付けの兵器は機能や形状が変更され、機体色もシャドーが吹かれたダークなシルバーになったが、その理由は不明。特殊合金製の長大な尻尾も先端部がクロー状の形状に変更されており、敵の体を振り回した尻尾で強く叩きのめすテイルアタックを得意とする。桜の紋章が胸のマーキングに追加されたほか、スラスターが肩に追加され、転倒からの復帰に使用された。また、ミサイルランチャーが左右だけでなく上方にも追加されたほか、右腕には左腕とのパワーバランスを取るための補助駆動装置が突出している。なお、本体のDNAコンピュータの修復はまだ完了していない状態だったため、動作の反応が鈍いなどの不具合が起きている。
初代ゴジラの骨がゴジラを呼び寄せる可能性が小美人から知らされた結果、廃棄される予定となった機龍の代わりとしてモスラがゴジラと戦うこととなる。しかし、敵わず傷ついていくモスラの姿を目の当たりにした総理の五十嵐隼人は、機龍の最後の出撃を決断する。モスラを交えた戦いの終盤にはDNAコンピュータに自我が芽生えてコントロールを離れ、幼虫モスラの糸で動けなくなったゴジラを抱えて飛行を開始すると、体内にてメンテナンスしてくれた整備員の中條義人を自己意思で救い、メンテナンスブースのモニターを介して別れのメッセージ「SAYONARA YOSHITO」を送り、彼が脱出した後にはゴジラを抱えたままともに日本海溝の深くへ沈んでいった（『東京SOS』）。
なお、設定上ではバックユニットを装備した出撃時形態は「重武装タイプ」、破壊されたバックユニットをパージし、本来機龍が有する格闘戦力を縦横に発揮する状態は「高機動タイプ」と設定されているがが、劇中でこれらの呼称が用いられることはなかった。

## 武装
99式2連装メーサー砲（ツインメーサー砲、2連装メーサー砲）
もっとも多用されている光線武装で、口内に装備されている小型メーサー砲。単体での出力は低いが、メーサービームの共振作用によって90式メーサー車の240パーセントの破壊力に達する。その威力は、顔や傷口などの急所に浴びせればゴジラでも大きくひるむほどである。
- 口内のメーサー砲は脚本の時点で設定されていたが、メーサー砲の特徴であるパラボラは口の中には入らないため、2連装となった。
- 光線の色は、従来のメーサー砲では青であったが、ゴジラの放射熱線との差別化で黄色に設定された。

0式レールガン
下腕部に装備される、高速連射が可能な2連装の電磁砲。低出力だが、速射能力に優れている。
改修後には、改良型の4式レールガンが同箇所に装備されている。威力は低く、おもに先制攻撃や牽制に使用される。ゴジラの体に命中させ、大電流をコードを通じて流し込む。

メーサー・ブレード
0式レールガンユニット内に格納されている近接戦闘用の小型のナイフ。突き刺して内部から大電流を放射させる。
ゴジラにも有効であったが、放射熱線で右腕ごと破壊される。レールガンの砲身が近接武器を兼用する形状となったため、改修後の電磁砲からは廃止された。

バックユニット
背部に装備される、強力な重火器と高出力ブースターを内蔵したユニット。重量は4,000トン。高出力ブースターの推力によって射出し、自爆機能によって任意で爆発させる。改修後はややパープル寄りのブルーからグレーのカラーリングに変わり、改修前を上下反転したようなイメージとなっている。茜の機転により、破損したユニットを強制排除する際にゴジラにぶつける戦法が有効と評価されたため、改修後にはバックユニット自体が兵器と意識され、大きく屈まなくても射出できるうえ、左右のロケットランチャー部を個々に分離・射出できる機能が組み込まれ、命中した瞬間に自爆させることができる。1発目はゴジラの放射熱線で撃ち落とされるが、時間差で撃ち出された2発目が直撃して大爆発を起こし、ゴジラを一時ダウンさせた。

多連装ロケット弾（ロケットランチャー）
バックユニットに内蔵されている大型噴進弾。MRL・2MkIVとも呼ばれる680ミリロケット弾、改修後には改良型が装備されている。『ゴジラ×メカゴジラ』では87式、『東京SOS』では4式（04式）がそれぞれ装備されている。
戦闘の初撃に用いられることが多い。

95式470mm多目的誘導弾
バックユニットに内蔵されている、曲射弾道タイプの小型誘導弾。零距離で組み合いながら発射したり、ビルを盾にしながら発射するなどの曲射でゴジラを翻弄する。
改修後には、98式320ミリ多目的誘導弾（95式470mm多目的誘導弾・改）も装備される。

3式絶対零度砲（アブソリュート・ゼロ）
胸部ハッチ内に装備されている、機龍最強の最終兵器。絶対零度（-273.15℃）の光弾を発射し、直撃した物体を一瞬で冷却・凍結するうえ、わずかな衝撃で分子レベルまで破砕する。きわめて強力であるが、発射にはエネルギーの約40パーセントを消費することから、多用はできない。
ゴジラと組み合ったまま零距離で発射され、殲滅には失敗するものの胸に大きな傷を負わせ、撃退に成功する。ただし、右腕もろとも心臓部である巨大な共有結合性結晶（人工ダイヤモンド）をこの戦闘で破損したうえに防衛予算の都合が付かなくなったため、修復は断念される。
- 当初は腹部に装備させる案もあったが、VS（のプラズマ・グレネイド）と同じになってしまい、ポーズも格好良くならないため、胸部の装備となった。
- クラッシュ状態の発射口は、スーツの胸部を換装している。
- 光の効果は合成によるもののほか、照明の光を胸に当てている。光をゴジラに当てるため、照明用の蛍光灯を石垣広文の胸に下げている。特殊技術の菊地雄一は「ビーム」というイメージであったが、監督の手塚昌明は「光弾」をイメージしており、VFXスーパーバイザーの泉谷修はすり合わせに苦労したと述べている。
- 現場スタッフや公開当時のファンサイトでは「アブゼロ」と略されていた。
- 本作品の制作当時はゴジラシリーズに縁がなく観客の立場で鑑賞した青井邦夫には、「『海底軍艦』（1963年）の冷線砲を意識したものであろう」と分析されている。

4式対獣掘削装置（スパイラル・クロウ）
改修後の右腕のモーフィングシステムの追加武装。ゴジラとの戦いで大破した右手を完全に機械化して修復する際、追加された。前腕部の指がまとまり、さらに手首が回転してドリルとなる。ゴジラの硬い皮膚を貫き、高速回転でえぐることで大ダメージを与えた。
- 手をドリルにするという案は前作から存在した、準備稿にも描写があったが、内部にゴジラの骨があるとの設定ゆえに実現していなかった。手塚は、同様の理由から初代メカゴジラに見られる首の回転をやらなかったと述べている。

3連装ハイパーメーサー砲
改修後の追加武装。アブソリュート・ゼロの代用として胸部に装備された。総合的な攻撃力は大幅に低下したものの、強烈なメーサー光線を2連装メーサー砲と同時発射し、スパイラル・クロウでえぐった傷口を集中的に攻撃することでゴジラを戦意喪失にまで追い込み、結果的には雌雄を決する決定打につながる。なお、ハッチのカバー内側には捕獲用の展開する機構を持つ爪が装備されており、ゴジラを抱える際に用いられた。

ワイヤー
『東京SOS』で使用。機体各部から射出されるアンカー付きのワイヤー。ゴジラを自身に束縛する際に用いられた。
- 3連装ハイパーメーサー砲のハッチの爪ともども、本来の用途は不明である。
- 脚本では、ゴジラを抱えてすぐにワイヤーを巻きつける描写となっていたが、その時点ではゴジラが接地しているために不可能と判断され、特殊技術の浅田英一からの提案により、義人が脱出した後に使用する描写となった。

## 制作
製作の富山省吾によれば、メカゴジラは平成VSシリーズのころからキングギドラやモスラに次ぐ人気怪獣であったといい、2000年ごろからメカゴジラのリニューアルを検討していた。その後、『ゴジラ・モスラ・キングギドラ 大怪獣総攻撃』（2001年）が大ヒットとなったものの、さまざまな要因から次回作の製作がすぐには決定せず、富山は以前から温めていたメカゴジラで勝負に出ることにしたと語っている。また、21世紀に入ってロボットの現在形が現実の商品や試作品として現れてきたことも理由に挙げている。
富山は、メカゴジラがゴジラの姿をしている理由をきちんと説明できるものにしたいと考え、「初代ゴジラの骨」を用いるという案に至った。このアイデアは、『ゴジラvsデストロイア』（1995年）の準備稿であった『ゴーストゴジラ』にもあり、富山もそれが面白いと思っていたため、初代ゴジラの骨を基にした機龍につながった部分はあるという。当初は『ゴジラ×メガギラス G消滅作戦』（2000年）の続編とする案も存在したが、同作品では初代ゴジラが死んでおらず骨の設定が使えないため、不採用となった。両作品の監督を務めた手塚は、機龍をメカゴジラではなくゴジラとして描いたと語っており、『東京SOS』はゴジラ同士が戦い、共に生まれた場所へ帰っていく物語であると述べている。また、三村は以前に手掛けた『ゴジラvsメカゴジラ』（1993年）では、怪獣側の異形の悲しみを描き、人類と怪獣との種の存続を賭けた戦いとしていたが、本シリーズでは機龍にも悲しみのテーマが込められ、人間が生み出した異形のもの同士の戦いを通して人間の罪深さを描いている。
富山は、メカゴジラに搭乗して操縦するのはありがちでアニメ的になってしまうとの考えから、遠隔操縦という設定とした。また、三村は『vsメカゴジラ』との差別化も意図していたことを語っている。DNAコンピューターなどの設定は、三村が当時の科学記事などをもとに発想した。手塚は、メカゴジラが自力で飛行して現場まで向かうのはエネルギーを消費しすぎるとの考えから、運搬する輸送機を設定した。
『×メカゴジラ』の画コンテでは、機龍のOSの名称が「KIRIKO」となっていたが、完成作品では採用されなかった。
『東京SOS』では、前作で痛手を受けて事実上弱体化した状態であるが、手塚は雑誌『テレビマガジン』（講談社）などでは「パワーアップ」と紹介されており、困惑したとの旨を語っている。
『東京SOS』の脚本を手掛けた横谷昌宏は、モスラのピンチに駆けつける王道のヒーローというイメージであったと語っている。初期案では、義人のミスによって機龍がシステムダウンし、修理が長引くという展開が予定されていたが、話がダレるとの判断からカットされた。

### 名称
呼称については、『×メカゴジラ』で脚本を務めた三村渉が当時企画していたアンドロイドの娼婦もの『機械娼館』の中での造語「機娼」を流用し、機械の龍を意味する「機龍」となった。
シナリオ準備稿での正式名称は「03式機龍」であったが、陸自方式に従うと読みが「マルサン式機龍」になることから、特生自衛隊監修の石山俊浩はいささか座りが悪いと思い、「3式機龍」とした。
「重装型」「高機動型」の名称はソフビ人形化に際して命名されたものである。当初は「ノーマルタイプ」「武装タイプ」となっていたが、特撮班助監督の清水俊文は武装を外すと弱くなったように感じたことから「重装型」「高機動型」を提案し、製作補の山中和成によってこれが採用された。
現実における商品名や表記には揺れがあり、メカゴジラ2002 / メカゴジラ2003との商品名や、三式機龍との表記も見られる。
予告編などで用いられた表現「超攻撃型メカゴジラ」は、後年の立体化の際や衛星放送の際、有料配信の際にも用いられている。

### デザイン
デザインは西川伸司。西川は『vsメカゴジラ』でもメカゴジラのデザイン案を提出している。『×メカゴジラ』のデザイン選考はコンペ形式で行われ、西川以外にも山中和成や若狭新一が依頼した酉澤安施、丸山浩、三枝徹らが参加していた。西川のデザインは、自身の長男が複数の中から選んだものであるという。初稿は直立姿勢だったために監督の手塚から人間っぽいと言われ、第2稿は前傾姿勢で描かれたが、第3稿も顔のチューブが酸素吸入器のようだと言われ、第4稿の頭部デザインを丸山が変更したものが最終決定稿となった。
以前のメカゴジラよりもさらに機械的なデザインだが、先代2種との形状での一番の大きな違いは、尾が短く基本的に無可動だった以前のメカゴジラに比べてより長くなっている。西川は、『vsメカゴジラ』のメカゴジラが全体の印象を初代メカゴジラと変えていながら細部が共通していたのに対し、機龍では初代メカゴジラを思わせる顔つきでありながら角の向きや尾の長さなど細部を変えることで差別化を図っている。『vsメカゴジラ』のメカゴジラは曲線を多用していた体表で構成されていたが、『×メカゴジラ』にて特殊技術を務めた菊地は初代メカゴジラが好きであったため、西川には直線的かつシャープで動きやすそうな感じにしてほしいとのことから、菊地が自ら作った粘土製の頭部の原型を打ち合わせに持参したという。当初は尾の先端を回転兵器としてデザインしていたが、リアリティを考慮してオミットされた。
菊地雄一による希望で、昭和的なラインのメカゴジラが提案されている。西川は、設定にある素体の筋肉や骨は直接的に見せず、骨格のイメージを外装の形や配置にも反映させており、脊椎や肋骨のイメージを取り入れている。腰部は人型に見えないようパイプでボリューム感を出しつつ、アクションの要ともなることから動きの邪魔にならないよう考慮している。また、内部に生体組織が詰まっていることから、旧来のような内蔵型の武装は無理だと考え、バックパックユニットを設定してバーニアも足の裏ではなく空間が取れる太腿部に設置した。バックユニットはパトリオットミサイル、腕部レールガンはアサルトライフルをイメージしていた。参考用に装甲が外れた骨と筋肉で構成される内部構造もデザインされていたが、これを見たプロデューサーの富山省吾からは、「グロテスクにならずに気持ち悪くせず純粋にかっこいいメカにしてくれ」と要望されたという。
頭部は、当初耳から鼻にかけてパイプが這うデザインとなっていたが却下され、それにカバーをかけたような形状に修正された。歯は、初代ゴジラの頭蓋骨のものが露出している構造となっており、口を閉じた時は初代メカゴジラのような直線的な歯に見えるよう側面に溝が掘られている。首元には可動式のパイプを設置し、首の動きを強調している。また、その受け部分を末広がりにすることにより、ミレニアムゴジラの特徴である首元のヒダを模している。目の下の赤いラインは、暴走時に赤く目の色を変えることにより、血の涙が流れるように見せたかったという。検討デザインでは、ゾイドのようなテイストが入った顔も描かれていた。
『東京SOS』でも、西川によるデザインが起こされている。ただし、この時はコンペではなかったという。設定上の改修部だけでなく、肩の構造の修正やゴジラ捕獲用アンカーの追加なども行われた。右目を中心に破損した状態の頭部も、西川によってデザインされている。右手には骨が入っていないため、ゴツくないと力や強度が出せないと思い、強化パーツを付けたという。胸部を換装式カートリッジにする案や、右腕に銃器を装備する案なども存在した。0式レールガンはデザイン段階では（まだ様式が設定されていない）実弾銃という想定であったため、新規にデザインされた4式レールガンはよりレールガンらしいものとして描かれた。配色は、浅田の要望によってレールガンやバックユニットも含め、金属的なイメージで統一している。西川は、ゴジラ以外の怪獣で初めて同一キャラクターのデザインや造形を見直すことができたといい、一般人から見てわかりにくいものでも細かいところまで修正し、デザイナーとして納得のいく作業ができたと語っている。
『東京SOS』の劇中での内部3面図は、酉澤安施が執筆した。図解はスーツの写真を元に描き起こし、外装があるものも描かれた。酉澤は、機龍とゴジラの背ビレの形状が一致しないため、苦心したという。
機龍〈改〉のデザイン画は逆版することを前提に描かれ、左胸の「MFS-3」のマークも左右反転した形で右胸に書かれている。

### 造形
造形はスタートレインが担当。
『ゴジラ×メカゴジラ』
アップ用のスーツは頭部と胸部、腰部はFRP製で、そのほかはアクションに特化するように硬質ウレタンが使用された。動きの少ないシーンやアップシーンなどで主に使われたメイン用スーツと、動きの激しいシーンやバトルシーンなどで主に使われたアクション用スーツの2種類が制作された。アクション用ではFRPパーツを少なくしてウレタンの比率を多く使用し、動きやすくしている。上半身・下半身・脚部が分割された構造となっており、機動性が高くなっている。アームユニットとバックユニットは取り外しが可能だが造形物は重く、スーツアクターの石垣はこれらを取り外すまでは動きづらかったという。ダメージパーツはあらかじめ準備されており、部分的に撮影スケジュールに応じて差し替えられる。アブソリュート・ゼロ発射時の胸パーツも別造形となっている。検討用モデルでは、バックユニットもボディと同色であった。
メイン用もアクション用も首が上下左右に可動し、顎の開閉ギミックも備える。暴走時の赤い目は、目のパーツを交換して表現している。
ジャイアントスイングの回転シーンやゴジラを抱えて飛行するシーンでは、1/2モデルが使用された。操演の鳴海聡によれば、当初はジャイアントスイングをスーツで撮影しようとしていたが、撮影を行った第9スタジオの広さでは無理だったと述べている。
飛行シーンなどではフルCGの機龍が使用された。また、ブースターなど部分的にもCGが使用されている。バックユニットから発射されるミサイルやロケット弾は、フルCGで描写された。3DCGは、マリンポストが担当。同社の粟津順は、表面がツルッとしているので前作のゴジラよりはポリゴン数が少なかったものの、構造が複雑であることから苦労したという。
本編セットでは、操縦席となるメンテナンスブースと、乗り込み口、その間の通路が制作された。美術の瀬下幸治は、胸部にはアブソリュート・ゼロを内蔵していることから、メンテナンスブースは首にあるものと想定し、2畳ほどの狭いセットとした。手塚からはあくまで点検のための設備であるとして簡易的な椅子とシステムを要望され、瀬下は『機動警察パトレイバー』のレイバーをイメージして制作したが、手塚の希望はもっとアナログなものであったようだと述懐している。メンテナンスブースのセットは、斜めに傾けて建てている。奥のアクリルからは初代ゴジラの脊髄が見えているという想定で、赤や青のチューブを用いて血管や神経のような雰囲気を表現している。
造型用の雛型は、本編で機龍隊のロッカールームに飾られている。

『ゴジラ×モスラ×メカゴジラ 東京SOS』
『東京SOS』のスーツは前作のものを改修している。武装やバックユニットはデザインを一新しているため、完全新規造形となっており、右腕、胸、尻尾の先なども改良が加えられた。改修部のデザインも西川が担当しており、格闘戦を重視するため、前作よりも軽量化が図られた。前作ではスーツとバックユニットの間に隙間が生じていたが、本作品では既存にスーツに合わせて造型しているため、フィッティングが向上している。肩バーニアの設定は当初の予定にはなく、画コンテで発案されたが造形には間に合わず、スーツの完成後にディテールが追加された。インナーはスーツアクターに合わせて作り直している。配色は、ガンメタリック系となっている。
バックユニットは、上部ミサイル発射口が開閉するアップ用のほかに、軟質素材製の超アクション用が存在する。スパイラルクロウの造形物にギミックはなく、展開や回転はCGで描写している。
ドックのミニチュアも前作の流用である。ドック用のスーツは前作のメイン用スーツを改造しており、中にはスーツアクターが入らずマネキン人形を入れている。飛行シーンでは、前作のものを改造した1/2サイズの遠景用モデルを用いている。
3DCGは、前作のデータを流用しつつもデザインの変更部分を改修しているほか、前作ではロング用のみであったのに対して本作品ではアップが多いため、テクスチャーを作り直している。CG製作を担当したマリンポストの道木伸隆は、苦労した点としてスーツと切り替えるカットで質感を合わせることを挙げている。また、機龍の着地シーンの合成を担当した日本映像クリエイティブの松岡勇二は、前作のノウハウは活かせたものの、カットごとにバーニアの演出が異なり数も多かったため、苦労した旨を語っている。
本編セットでは、メンテナンスブースと通路のほか、義人が修理を行う目元や作業ハッチなども制作された。メンテナンスブースのハッチ付近には、実物大の首部分のセットが用いられた。メンテナンスブースのセットは、宙吊りにして角度をつけており、カメラが回り込むことで機龍が回転しているように演出している。メンテナンスブースのモニターは大きくなり、通路の放射能除去装置に人感センサーを設けるなど、前作よりもディテールを強化している。

### 撮影・演出
『ゴジラ×メカゴジラ』
スーツアクターは石垣広文。石垣は、大野剣友会に所属経験のある造形の若狭新一からの誘いで参加した。石垣は依頼を受けた時点でアクション監督へ転向する意志を固めており、本役がスーツアクターとして最後の出演作となった。
富山や菊地は、『×メカゴジラ』でのゴジラと機龍の戦いを宮本武蔵と佐々木小次郎に例えている。また、菊地はゴジラと機龍の戦いでウルトラマンもイメージしたといい、石垣は撮影でウルトラマンのポーズを要求されて戸惑ったこともあったと述べている。
セットの照明でグリーンのライティングを用いていたことなどから、合成ではデジタルに適したグリーンバックではなく、ブルーバックを用いている。機龍には青いパーツも存在するが、厳密には濃いパープル系であったことから、問題はなかったという。
バストショットなどのアップ撮影の場合は、ボディの下部分や脚部を外している。
ドックからの発進シーンでは、フォークリフトを用いて機龍を上昇させている。「しらさぎ」に牽引されての飛行シーンは、オープンセットでの撮影、屋内セットでの撮影、合成カットなどを編集して多彩なアングルから描写している。
暴走した機龍がビルに突っ込むシーンでは、石垣がビルの破片を踏みそうになって手をついてしまっている。石垣は、体だけで思いっきり突っ込みたかったが、スタッフが10日ほどかけて準備しているのを見ていたため、つまずいてNGを出さないことを優先したといい、その後の自身がスーツに入っていない停止した機龍のカットが良かったため、余計に悔しかったと述懐している。一方、ゴジラ役の喜多川務は、この時の石垣の演技を高く評価している。
「しらさぎ」から空中で切り離されるシーンは、脚本ではゴジラの眼前まで「しらさぎ」で牽引されるという描写であった。運河への着地シーンは機龍をCGで表現したのに対し、水柱は火薬で表現している。
ゴジラをジャイアントスイングで振り回すシーンはミニチュアによるが、放り投げる瞬間はスーツの機龍が回転盤の上に乗り、スーツアクターが入らずに吊られたゴジラのスーツを掴んでブルーバックで撮影している。石垣は、動きが上手くいかず回転盤から落ちたり、ワイヤーにスーツの部品が引っかかって飛んだりしてしまうなど、苦労した撮影であったことを語っている。スーツの腕は肩の辺りまでしか上がらず、踏ん張る姿勢をとることが難しかったが、神谷は全身のブースターの設定を用いることにより、回転させることを発想した。また、合成を担当した日本映像クリエイティブの松岡勇二によれば、当初はCGで竜巻のエフェクトを作る予定であったが、ファンタジーすぎてしまうため、リアリティのある描写に改められた。
最もNGが多かったのはゴジラの咥えた「しらさぎ」を奪い取るシーンで、石垣によればゴジラの口を開ける操作とスーツの動きのタイミングが合わず、撮影に20時間ほどかかってしまったという。
ゴジラの顔を鷲掴みにするシーンは、『ゴジラ2000 ミレニアム』（1999年）で特撮班のチーフ助監督を務めた近藤孔明が平成VSシリーズ時代に提案していたものが元になっており、以前にそのことを聞いていた菊地がコンテ作業中に思い出して取り入れたものである。
クライマックスでは、高機動型がゴジラへ空中で縦回転しながら体当たりを放つシーンが撮影されたが、イメージに合わずカットされた。手塚は、当初は機龍は飛行しない予定であったと証言している。
機龍が海中から浮上するシーンは東宝スタジオの大プールで撮影され、クレーンを用いて吊り上げている。
菊地は、スーツの尾がよく動かすことができたが、戦闘シーンで活用することは難しく、昔の画の焼き直しになってしまうのであれば意味がないとの考えからあまり使わなかったと述べている。

『ゴジラ×モスラ×メカゴジラ 東京SOS』
スーツアクターは中川素州。
特殊技術の浅田英一は、生体ロボットであることから、機械的なイメージで描きたかったが、どういう風に内包されているDNAが作用するのかを最後に見せたかったという。また、前作では完成したばかりの新品のイメージであったが、本作品では格納庫やナイトシーンが多いため、立体感が出るような陰影をつけることを意識している。
ドックは、大きさを出すために機龍本体を少し暗くしてよくわからないようにしており、周囲は小さなライトを下から継ぎはぎで当てている。
機龍の攻撃はミサイルがメインで、口内メーサーは単独での発射は1回のみとなっている。絵コンテを担当した西川は、劇中の経過時間が半日程度であるため、装備をじっくり見せることができず、次々に新兵器を出していくというかたちになったと述べている。
ダウンした状態から噴射で立ち上がるシーンは、中川が入っていない状態のスーツをワイヤーで引き上げている。噴射の熱と光の表現には、セットの下からオレンジ色のライトを照らし、白い炭酸ガスを放出している。
ラストの「SAYONARA YOSHITO」の表示は決定稿にはなく、手塚によって絵コンテ段階で追加された。手塚は、ハッチを閉めるだけでも機龍の感情を表現できたがもう一押し欲しかったといい、このメッセージがなければ義人は機龍を手放せなかっただろうと語っている。一方で恥ずかしさもあったことから、ローマ字で表記して逆さに映すなど、観客が読めるかどうかギリギリの線にしたとも述べている。共同脚本の横谷によれば、義人が機龍に乗り込んでからのシーンはプロットでも詳細が描かれず、脚本でも二転三転して手塚と一緒に悩んだが、手塚がこのような描写にしたことに意表を突かれ、ベタな演出ながら泣いてしまったという。義人役の金子昇も、演じていてぐっときたと述べている。

## 備考
3式機龍のデザインや設定については、テレビアニメ『新世紀エヴァンゲリオン』（1995年）からの影響が指摘されている。西川は、歴代のメカゴジラでも『マジンガーZ』や『機動戦士ガンダム』などロボットアニメにおけるデザインの進歩の影響を受けていたといい、この時期の作品が『エヴァ』に行くのは必然であったとの旨を述べている。なお、後年にはエヴァンゲリオンとのコラボレーションの一環としてコラボカラーのプラモデルやフィギュアなども発売されているほか、同じくコラボレーションの一環として制作されたフィールズのパチンコ『P ゴジラ対エヴァンゲリオン セカンドインパクト G』には、特務機関NERVが対ゴジラ特殊兵器として開発したとの設定のもと、3式機龍が登場している。
『東京SOS』のラストシーンでは、特生自衛隊特殊生物研究本部のDNA貯蔵庫に多数の怪獣のDNAが保管されている様子が描写されており、書籍『ゴジラ×モスラ×メカゴジラ 東京SOS超全集』ではメカゴジラ以外にも生体ロボットが開発可能であるとの旨が記述されている。
『×メカゴジラ』でのオペレーターである家城茜役を演じた釈由美子にとっては最も思い入れのあるメカゴジラであり、その旨の発言は後年にもたびたび報じられている。